# Union radicale
L'Union radicale (en allemand : Freisinnige Vereinigung), abrégé en FVg, est un parti politique libéral allemand, né de la scission du Parti radical allemand en 1893. Il disparaît en 1910 quand il se fond dans le Parti populaire progressiste. Beaucoup de ses membres ont fait partie auparavant de l'Union libérale, parti politique créé en 1879 d'une dissidence du Parti national-libéral.

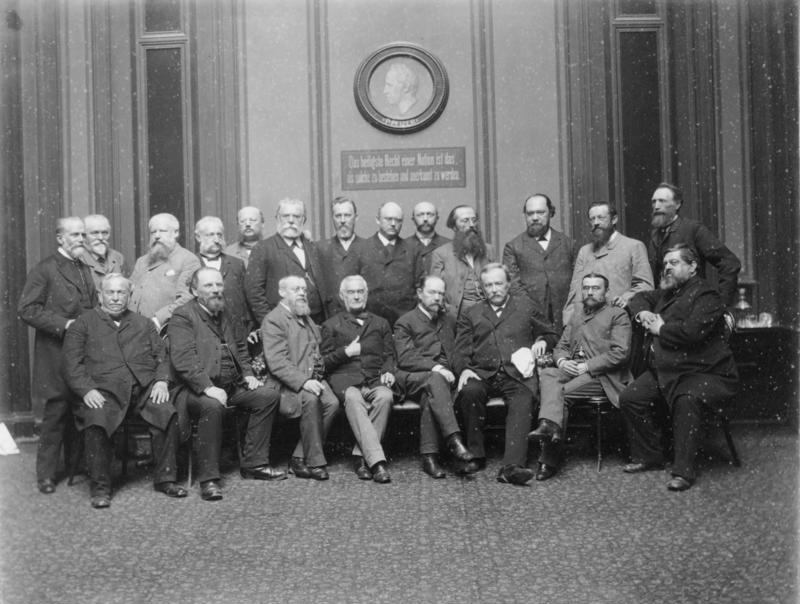
Membres du groupe parlementaire réunis au Reichstag en 1889.

## Formation

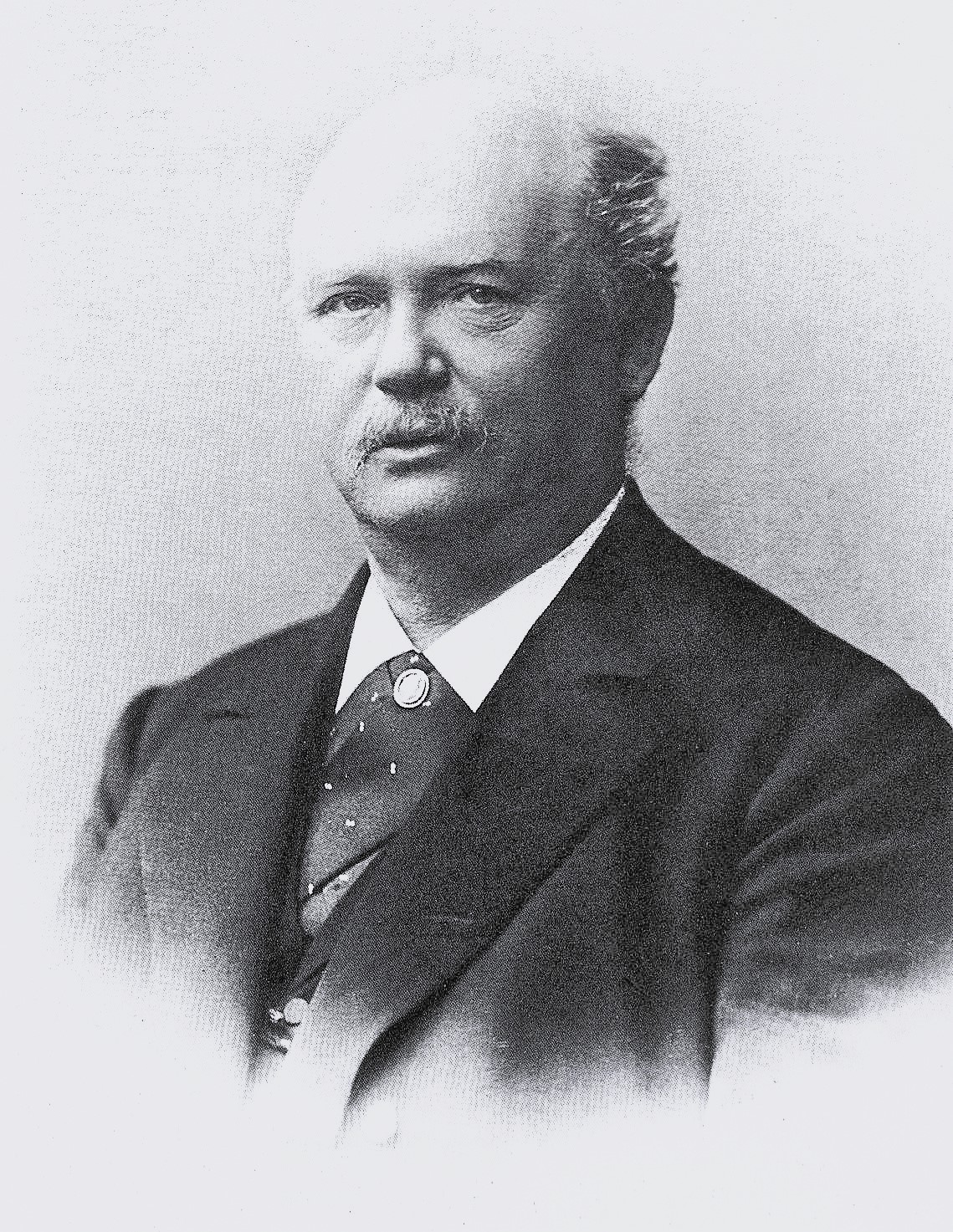
Photographie de Georg von Siemens, 1895.

Les tensions internes au Parti radical allemand qui existaient depuis sa formation, apparaissent au grand jour le 6 mai 1893 quand l'aile modérée du parti décide de se détacher de l'aile social-libérale. Georg von Siemens, avec six autres députés du Reichstag, refusent de se conformer à la position officielle du parti concernant la proposition de réforme de l'armée du gouvernement mené par Leo von Caprivi en votant en sa faveur. Le chef du parti radical Eugen Richter exclut alors du parti les dissidents. De nombreux membres modérés du parti leur emboîtent le pas, comme Karl Schrader (de), Heinrich Rickert ou Ludwig Bamberger. Les autres membres de premier plan du nouveau parti sont Hellmut von Gerlach, Friedrich Naumann, Rudolf Breitscheid, Helene Lange et Theodor Barth. Au niveau des membres, il constitue en quelque sorte une résurrection pour le parti Liberale Vereinigung (Union libérale) des années 1880. L'aile plus radicale du Deutsche Freisinnige Partei se réorganise autour d'Eugen Richter pour former le Parti populaire radical.
La réforme de l'armée ayant causé une dissolution du parlement, la période de création du parti correspond à la campagne électorale de 1893. Il y avance avant tout des arguments libéraux sur le plan économique. La scission du parti a cependant nui à la confiance des électeurs dans les partis sociaux-libéraux, ce qui conduit pour les deux nouveaux partis à des résultats en recul par rapport aux précédentes échéances électorales. La Freisinnige Vereinigung n'obtient que 13 sièges. Les deux partis réunit atteignent 37 mandats. En 1890, le Freisinnige Partei en avait gagné 66.

## Organisation et politique jusqu'en 1903
Après les élections législatives, une assemblée est organisée pour officialisée la formation du parti. Son président déclare alors clairement, que la Vereinigung ne doit pas être un parti fermé, mais bien une association d'électeurs libérale et ouverte. Par conséquent aucun programme politique n'est défini. Le programme politique du Freisinnige Partei établi en 1884 sert en fait toujours de référence pour l'idéologie du parti. Même si une cotisation de membre est à payer, l'association ne dispose pas d'une véritable organisation, elle ne dispose pas non plus de statut. Les antennes locales du Freisinnige Partei se sont-elles rattachées au Parti populaire radical au moment de la scission. Par la suite leur nombre reste très réduit. Les comités électoraux sont eux plus nombreux. Dans de nombreuses circonscriptions le parti n'est tout simplement pas représenté. En 1903, le parti dénombre environ 1 000 membres.
Le parti est surtout présent dans le nord de l'Allemagne et dans l'Est du pays. Ainsi à Brême en 1893, le parti est même la première formation politique. Les deux tiers des sièges sont gagnés dans l'est du pays.
À l'inverse du Volkspartei, la Vereinigung soutient la politique coloniale et de construction d'une flotte. Sa ligne politique est donc plus proche du parti national-libéral. Des projets de fusion sont même imaginés, mais ne se concrétisent jamais.
Il est très favorable au libre-échange.

## La Vereinigung et le Nationalsozialer Verein
En 1903, le Nationalsozialer Verein, littéralement association nationale-sociale, parti social-libéral et nationaliste dirigé par Friedrich Naumann, fusionne avec la Vereinigung. Les problèmes sociaux causés par le développement industriel y gagnent une place importante dans les programmes du parti. L'objectif est, sur le modèle de Joseph Chamberlain, de dépasser l'antagonisme bourgeoisie/travailleurs. On espère également que la résolution de la question sociale permettrait à l'Allemagne de gagner en puissance dans cette époque impérialiste. Le parti profite également de l'ancrage local du Nationalsozialer Verein, qui permet d'accroître considérablement l'efficacité des campagnes électorales du parti avec de nombreux meetings politiques. Ce développement des antennes locales se ressent également au niveau de l’organisation, la présidence du parti gagne en influence au détriment du groupe parlementaire et les antennes font des propositions lors des assemblées du parti. Toutefois le parti n'atteint jamais son objectif de devenir un parti de masse. En 1909, il compte environ 9 000 membres.

## Fusion avec les partis sociaux-libéraux
En 1905, des négociations sont ouvertes entre les deux partis freisinnige et le Deutsche Volkspartei afin de former un nouveau parti social-libéral. On négocie notamment le programme commun. Ces unions se concrétise lors des élections législatives de 1907. Les trois partis font alors partie de la majorité gouvernementale autour de Bernhard von Bülow. Ils forment un seul groupe parlementaire au Reichstag. Cette fusion n'est pas du goût de tout le monde, un groupe autour de Theodor Barth, Rudolf Breitscheid et Hellmut von Gerlach se scinde du reste du parti. Toutefois leur Union démocratique reste insignifiante et disparaît rapidement.
En 1910, le Parti populaire progressiste est fondé pour entériner la fusion des partis sociaux-libéraux.